# Hyloscirtus jahni
La rana andina de Jahn (Hyloscirtus jahni) es una especie de anfibios de la familia Hylidae. Es endémica de Venezuela.
Sus hábitats naturales incluyen montanos secos y ríos. Está amenazada de extinción por la destrucción de su hábitat natural.